# 日野安昭
日野 安昭（ひの やすあき、1947年 - ）は、日本のドイツ文学の研究者である。名古屋工業大学大学院工学研究科教授。東京都生まれ。

## 略歴
- 1970年　埼玉大学教養学部卒業
- 1972年　東北大学大学院文学研究科修士課程修了

## 著書・論文
- 『Wie bitte?』, Ikubundo Verlag, 2003
- 「言葉の影踏み -ドイツ語教育をめぐって」、Litteratura (23), 1-15, 2002
- 『証言「第三帝国」のユダヤ人迫害』、（翻訳）、柏書房、2001年
- 『Lehrbuch 2000 Begleituebungen』, Toyo Verlag, 2000
- 『Lehrbuch 2000』, Toyo Verlag, 2000
- 「カレイドスコープ」、中村志朗教授退官記念論集刊行会、東北大学文学部ドイツ文学研究室、1995年
- 「訳出された人間の暴虐と崇高―G・シェーンベルナー『証言「第三帝国」のユダヤ人迫害』、読売新聞（中部本社版）、2001年
- "Greif nach dem Stock der Sprache! ―Im Vergleich zwischen Franz Kafkas Ein Bericht fuer eine Akademie und Lee Yangii's Yuhi" , Zeitschrift fuer Germanistik in Tohoku , 1998
- 「言葉の杖―カフカと李良枝の姿勢」Litteratura（名古屋工業大学外国語教室）、1996年
- 「ヒゲの効用あるいは支配の構造―エーリッヒ・ハックル『ヴァンバ王』をめぐって」、名古屋工業大学紀要、1996年
- 「語りの仕掛けあるいは読みの愉しみ―寺沢武一『カブト』をめぐって」Ｌitteratura（名古屋工業大学外国語教室）、1994年
- 「孤独の風景 - イングリト・プガニック「謝肉祭」をめぐって」、名古屋工業大学紀要 (44), p43-51, 1992年
- 「越境する者たち - ペーター・ビクセル"Kindergeschichten"について」、名古屋工業大学学報 (42), p79-87, 1990年
- 「縛られた魂 - ペータ・ローサイ『フランツとぼく』について」、名古屋工業大学学報 (40), p47-55, 1988年
- 「子どものイメージ - ビクセルの"Amerika gibt es nicht"をめぐって」、名古屋工業大学学報 (36), p63-71, 1984年
- 「ペ-タ-・ビクセルにおけることば遊びについて -"Kindergeschichten"のひとつの世界」、名古屋工業大学学報 (32), p43-47, 1980年
- 「カフカの『最初の悩み』について」、名古屋工業大学学報 (30), p69-75, 1978年
- 「カフカ『断食芸人』の檻について」、名古屋工業大学学報 (28), p61-67, 1976年
- 「カフカの『断食芸人』について」、名古屋工業大学学報 (26), p63-72, 1975年
- 「カフカの『城』における到着の場面について」、名古屋工業大学学報 (24), 37-43, 1973年

## 研究分野
- 現代ドイツ文学
- フランツ・カフカの作品
- 日本の少年向けコミックに見る人間像と表現手法